# Castropignano
Castropignano är en ort och kommun i provinsen Campobasso i regionen Molise i Italien. Kommunen hade 918 invånare (2018).